# Judith Kohlenberger

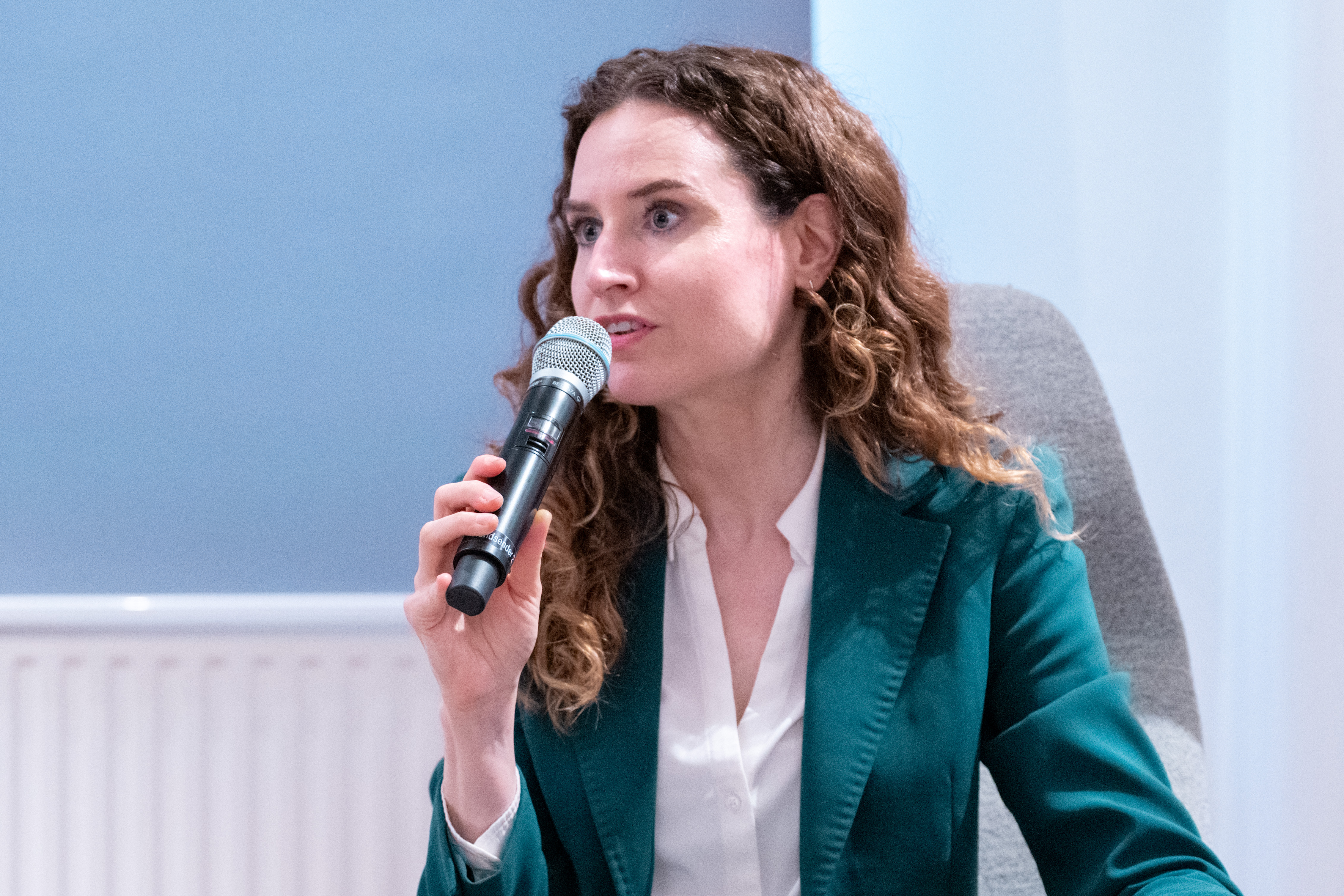
Judith Kohlenberger (2025)

Judith Kohlenberger (* 6. Dezember 1986 in Eisenstadt) ist eine österreichische Kulturwissenschafterin mit Schwerpunkt Migrationsforschung an der Wirtschaftsuniversität Wien.

## Leben
Kohlenberger hat an der Universität Wien das Diplomstudium der Anglistik und Amerikanistik mit einer Arbeit zur US-amerikanischen Populärkultur abgeschlossen und, unter anderem als Fulbright-Stipendiatin, danach eine kulturwissenschaftliche Dissertation zu Darstellungen wissenschaftlicher Praxis verfasst. Diese Arbeit war Basis des 2015 erschienenen Sachbuchs The New Formula For Cool. Sie lehrt an der Wirtschaftsuniversität Wien (WU), der Universität Wien und an der FH Wien.
Sie gehört seit 2019 dem Vorstand der Schumpeter Gesellschaft Wien an, seit 2020 als Generalsekretärin, und ist am Wittgenstein Centre for Demography and Global Human Capital, einer Forschungskooperation des Internationalen Instituts für angewandte Systemanalyse (IIASA), des Vienna Institutes of Demography der Österreichischen Akademie der Wissenschaften (ÖAW) und der Universität Wien, affiliiert.
Kohlenberger publiziert in österreichischen Medien immer wieder zu ihrer Forschung, kommentiert aktuelle gesellschaftliche Debatten, wird zu Themen der Migration befragt und schreibt regelmäßig für den FALTER Think Tank.
Im zivilgesellschaftlichen Bereich engagiert sie sich mit der, gemeinsam mit Katharina Stemberger, Ferry Maier und anderen gegründeten Initiative Courage – Mut zur Menschlichkeit für legale Fluchtwege. Daneben gehört sie dem Expertenrat Migration.Integration.Teilhabe des Österreichischen Integrationskongresses und dem Integrationsrat W.I.R. der Stadt Wien an. Sie ist weiters im Vorstand des Beratungszentrums für Migrantinnen und Migranten und des Wissenschaftsnetzs Diskurs tätig. Im Rahmen eines Wissenschaftsvermittlungsprojekts hostet sie den Podcast Aufnahmebereit für Ankommende und Aufnehmende in der modernen Migrationsgesellschaft.
Unter dem Vorsitz von Zeynep Buyraç ist sie Vorstandsmitglied von SOS Mitmensch.

### Forschung
Kohlenbergers Forschungsarbeit befasst sich mit Fluchtmigration und Integration, Flucht und Bildung, der Demografie von Displaced Persons sowie Krisennarrativen. Ihre Arbeit wurde in internationalen Fachzeitschriften veröffentlicht, darunter PLOS ONE, Refugee Survey Quarterly und Health Policy.
Seit Herbst 2015 arbeitet sie zu Fluchtmigration und Integration, unter anderem im Rahmen der Studie Displaced Persons in Austria Survey (DiPAS), welche erstmals in Europa das Humankapital und die Wertvorstellungen von Geflüchteten erfasst hat, und dem Refugee Health and Integration Survey (ReHIS) zur psychosozialen Gesundheit von syrischen, irakischen und afghanischen Geflüchteten, die ab dem Herbst 2015, dem Beginn der vom Bürgerkrieg in Syrien ausgelösten europäischen Flüchtlingskrise, in Österreich eintrafen.
Am Institut für Sozialpolitik der WU Wien leitete sie mehrere Forschungsprojekte, darunter Women’s Integration Survey (WIN): Inclusion, Participation and Enablement of Refugee Women in Austria (2019–2021), einer Kooperation mit der Österreichischen Akademie der Wissenschaften, dem Vienna Institute of Demography und dem Arbeitsmarktservice, welches sich den Integrationswegen geflüchteter Frauen widmet. Zuletzt leitete sie ein Forschungsprojekt zu Studierenden aus dem Globalen Süden und mit Fluchthintergrund an österreichischen Hochschulen (gefördert vom Jubiläumsfonds der Stadt Wien) sowie eine Primärdatenerhebung unter ukrainischen Vertriebenen in Wien.

## Auszeichnungen
- 2019: 8. Platz im Ökonomieranking „Deutschlands einflussreichste Ökonomen“ der Frankfurter Allgemeinen Zeitung in der Kategorie Frauen[30][31]
- 2019: Kurt-Rothschild-Preis des Dr.-Karl-Renner-Instituts und des SPÖ Parlamentklubs zusammen mit Isabella Buber-Ennser und Bernhard Rengseine für den Displaced Persons in Austria Survey (DiPAS) als eine von vier neben dem Hauptpreis ausgezeichneten Arbeiten[32]
- 2021: Förderungspreis der Stadt Wien[33]
- 2022: Bruno-Kreisky-Preis für das politische Buch – Anerkennungspreis für Das Fluchtparadox[34]
- 2023: Wissenschaftsbuch des Jahres für Das Fluchtparadox

## Publikationen

### Sachbücher
- The New Formula For Cool. Science, Technology, and the Popular in the American Imagination. transcript, Bielefeld 2015, ISBN 978-3-8376-3092-3 (zugl. Dissertation).
- Wir. Kremayr & Scheriau, Wien 2021. ISBN 978-3-218-01255-3.
- Das Fluchtparadox: Über unseren widersprüchlichen Umgang mit Vertreibung und Vertriebenen. Kremayr & Scheriau, Wien 2022, ISBN 978-3-218-01345-1. Rezensionsnotizen dafür auf Perlentaucher.
- Die Couragierten: Zur transformativen Kraft der Zivilgesellschaft. Verein Globart, Wien 2022, ISBN 978-3-9502173-7-7. Rezension von Johann Günther im Austria-Forum.
- Mit Othmar Karas: So schaffen wir das: Wie wir das Thema Asyl & Migration dem linken und rechten Rand abnehmen und die Krise überwinden. Edition a, Wien 2023, ISBN 978-3-99001-640-4.
- Gegen die neue Härte, Deutscher Taschenbuch-Verlag, München 2024, ISBN 978-3-423-28448-6.
- Grenzen der Gewalt: Wie Außengrenzen ins Innere wirken, Leykam, Graz 2024, ISBN 978-3-7011-8344-9.

### Buchbeiträge und Artikel (Auswahl)
- mit Isabella Buber-Ennser, Bernhard Rengs, Sebastian Leitner, Michael Landesmann: Gesundheitszugang von syrischen, irakischen und afghanischen Geflüchteten in Österreich: Ergebnisse aus dem Refugee Health and Integration Survey. In: Mathias Czaika, Lydia Rössl, Friedrich Altenburg, Anna Faustmann, Thomas Pfeffer (Hrsg.): Migration und Integration 7: Dialog zwischen Politik, Wissenschaft und Praxis. Edition Donau-Universität Krems, Krems 2019, ISBN 978-3-903150-40-9, S. 239–259.
- mit Isabella Buber-Ennser, Bernhard Rengs, Sebastian Leitner, Michael Landesmann: Barriers to health care access and service utilization of refugees in Austria: Evidence from a cross-sectional survey. In: Health Policy. Band 123, Nr. 9, 2019, doi:10.1016/j.healthpol.2019.01.014, S. 833–839.
- mit Isabella Buber-Ennser: Die AsylwerberInnen der letzten Jahre sind meist Analphabeten. In: Max Haller (Hrsg.): Migration und Integration: Fakten oder Mythen. Verlag der Österreichischen Akademie der Wissenschaften, Wien 2019, ISBN 978-3-7001-8421-8, S. 125–137 (PDF, 87 kB).
- Zwischen ‚Seebrücke‘ und ‚Außengrenzschutz‘: Politische Krisennarrative und ihre Effekte auf die europäische Migrationspolitik. In: Kurswechsel, Band 1, 2019, S. 15–22 (PDF, 140 kB).
- mit Isabella Buber-Ennser, Anne Goujon, Bernhard Rengs: Multi-Layered Roles of Religion among Refugees Arriving in Austria around 2015. In: Religions, Band 9, Nr. 5, 2018, doi:10.3390/rel9050154, Artikel-Nr. 154 (Open Access).
- mit Bernhard Köppen, Michael Horn: Neue Heimat in Europa: Regionaler Flüchtlingszuzug in Deutschland und Österreich. In: Informationen zur Raumentwicklung, Band 1, 2018, S. 96–109 (PDF (Link defekt), 949 kB).
- mit Wanda Spahl, Sabine Weiss, Isabella Buber-Ennser: Immigration and the Social Welfare State in Austria, Germany, and Switzerland: A comparative meta-study. VID Working Papers, Band 18. Österreichische Akademie der Wissenschaften, Wien 2017, hdl:10419/184846.
- mit Bernhard Rengs et al.: Labour Market Profile, Previous Employment and Economic Integration of Refugees: An Austrian Case Study. VID Working Papers. Band 13. Österreichische Akademie der Wissenschaften, Wien 2017, hdl:10419/184841.
- mit Isabella Buber-Ennser, Bernhard Rengs, Zakarya Al Zalak: A Social Survey on Refugees in and Around Vienna in Fall 2015: Methodological Approach and Field Observations. In: Refugee Survey Quarterly, Band 36, Nr. 4, 2017, doi:10.1093/rsq/hdx01, S. 1–20.
- mit Isabella Buber-Ennser et al.: Human Capital, Values, and Attitudes of Persons Seeking Refuge in Austria in 2015. In: PLOS ONE. Band 11, Nr. 9, 2016, doi:10.1371/journal.pone.0163481, S. 1–29.